# Södra Trollegrav
Södra Trollegrav eller Västra Trollegrav är ett naturreservat i Älvdalens kommun och Dalarna. Naturreservatet på 155 ha utgörs av en smal bäckravin med gammal granskog i olika stadier, samt två mindre vattenfall.